# Asparagus kaessneri
Asparagus kaessneri — вид рослин із родини холодкових (Asparagaceae).

## Біоморфологічна характеристика
Рослина з прямовисними гілками ≈ 70 см завдовжки, ± циліндричні, листки шипасто-кінцеві.

## Середовище проживання
Ареал: Заїр.